# بیوک جی‌ال۸

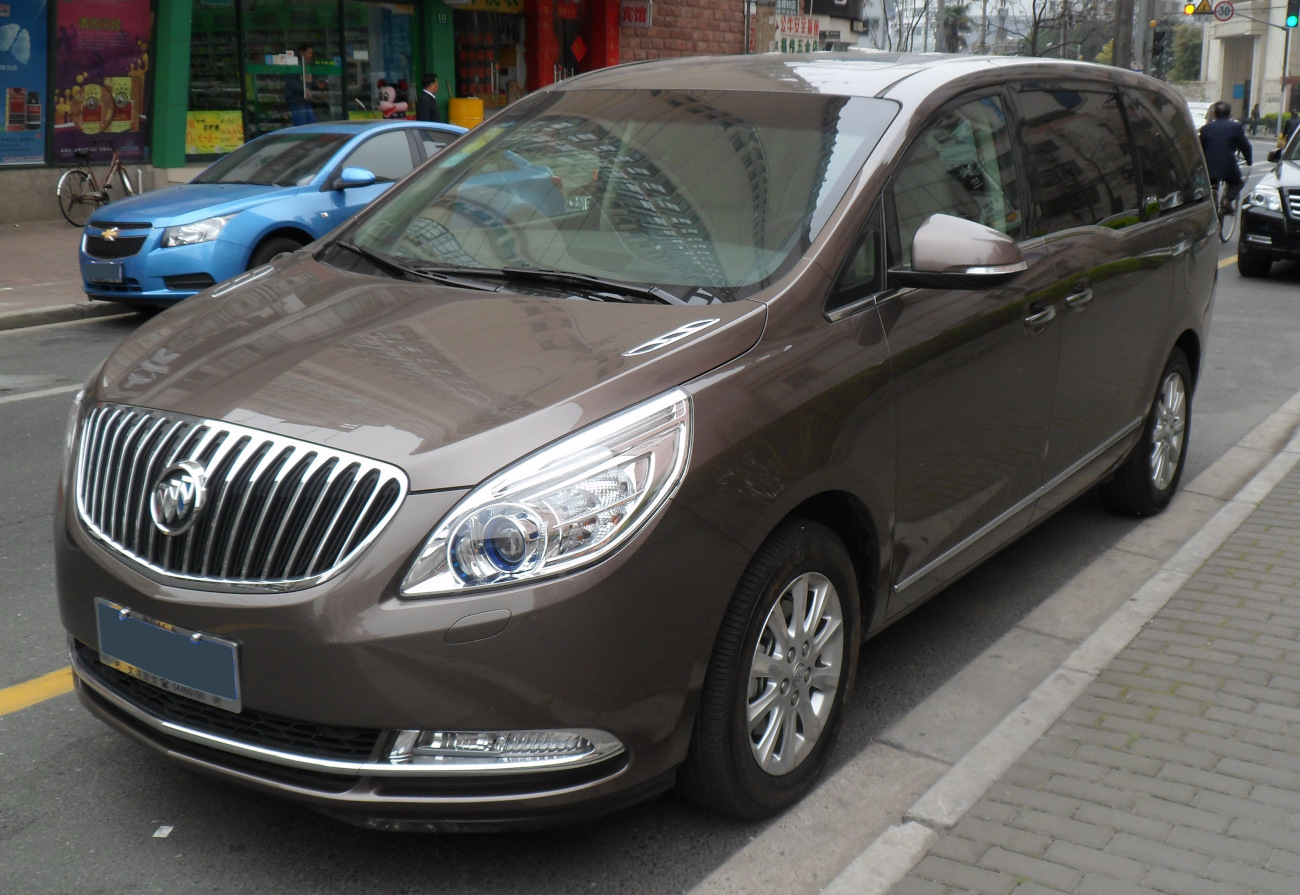

بیوک جی‌ال۸ (Buick GL۸) خودرویی است که از سال ۲۰۰۰ تا کنون برای صادرات به کشور چین تولید شده‌است.
این خودرو در کلاس مینی‌ون قرار گرفته، طراحی آن خودروهای موتور جلو-محور جلو و خودرو چهار چرخ محرک بوده است. سیستم جعبه‌دندهٔ آن ۴ دنده به صورت خودکار است.